# Représentations diplomatiques des Comores

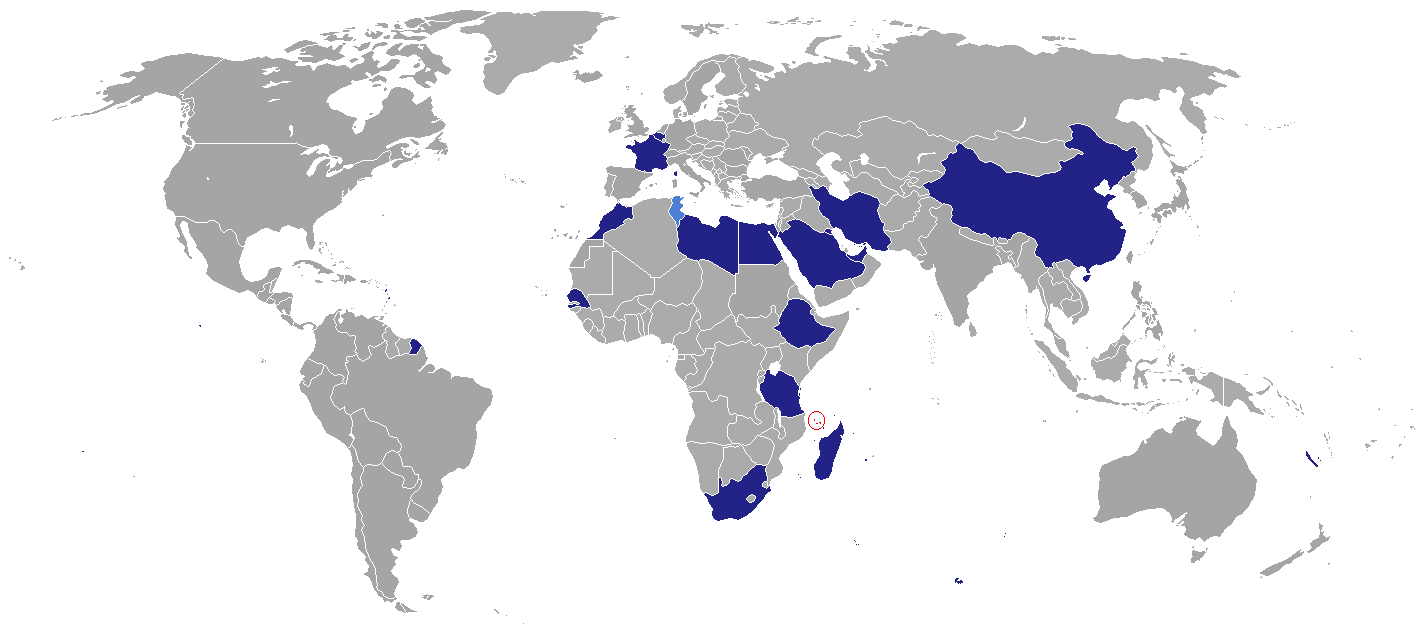
Missions diplomatiques des Comores.

Cet article liste les représentations diplomatiques des Comores à l'étranger, en excluant les consulats honoraires.

## Afrique
- Afrique du Sud
  - Pretoria (ambassade)
- Égypte
  - Le Caire (ambassade)
- Éthiopie
  - Addis-Abeba (ambassade)
- Libye
  - Tripoli (ambassade)
- Madagascar
  - Antananarivo (ambassade)
  - Mahajanga (consulat)
- Maroc
  - Rabat (ambassade)
  - Laayoune (consulat)
- Sénégal
  - Dakar (ambassade)
- Tanzanie
  - Dar es Salaam (ambassade)
- Tunisie
  - Tunis (consulat général)

## Asie
- Arabie saoudite
  - Riyad (ambassade)
  - Djeddah (consulat)
- Chine
  - Pékin (ambassade)
- Émirats arabes unis
  - Abou Dabi (ambassade)
- Iran
  - Téhéran (ambassade)
- Koweït
  - Koweït (ambassade)
- Qatar
  - Doha (ambassade)

## Europe

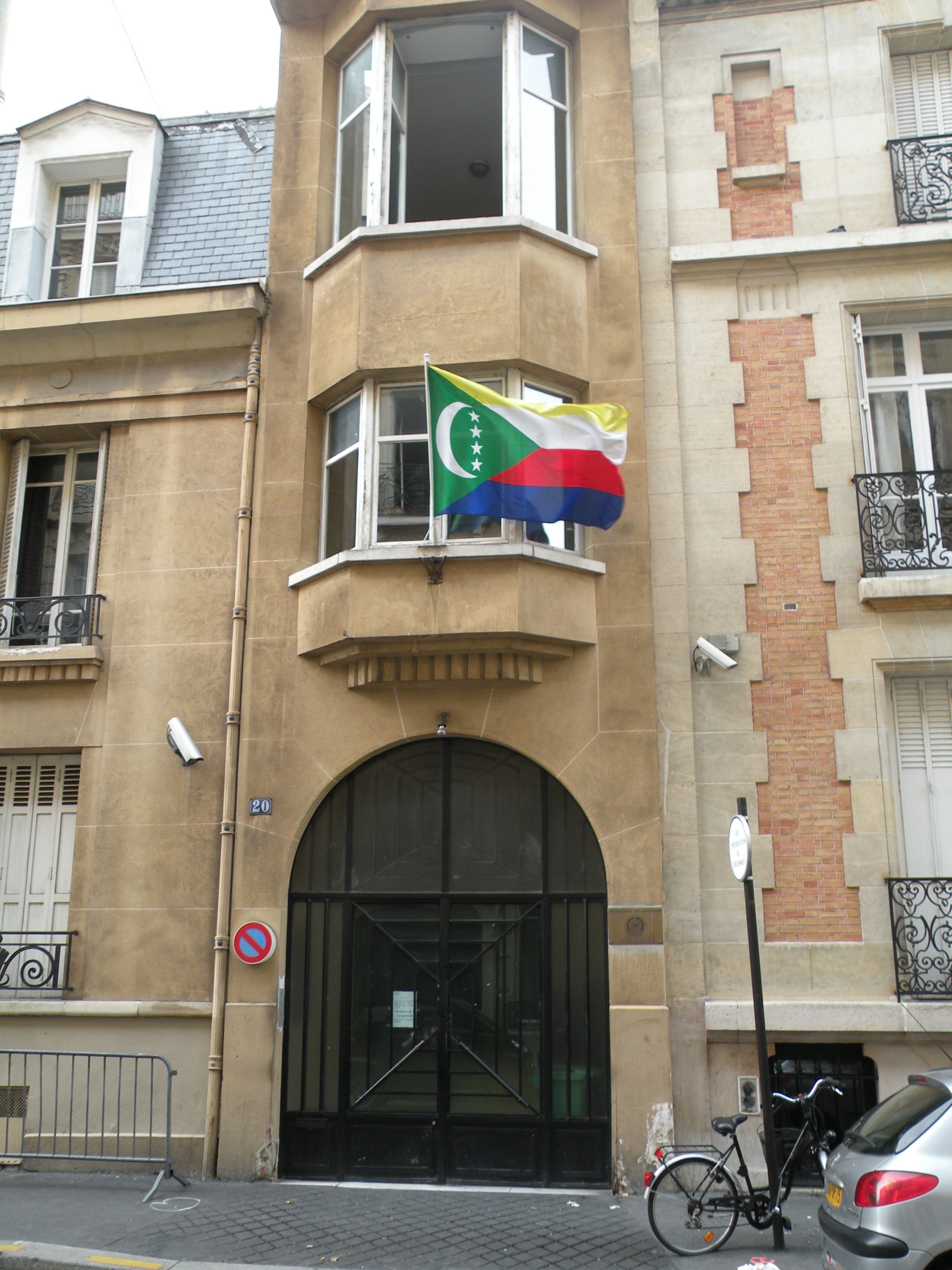
Ambassade des Comores à Paris.

- Belgique
  - Bruxelles (ambassade)
- France
  - Paris (ambassade)

## Organisations internationales
- Le Caire (mission permanente auprès de la Ligue arabe)
- New York (mission permanente auprès des Nations unies)